# シリル・E・キング空港
シリル・E・キング空港（シリル・E・キングくうこう、英: Cyril E. King Airport）はアメリカ領ヴァージン諸島セント・トーマス島シャーロット・アマリーにある空港。
第2代アメリカ領ヴァージン諸島知事の名前を正式名称にしている。

## 就航路線
| 航空会社           | 就航地                                                                                                |
| ------------------ | --- |
| エアサンシャイン   | ビーフ島、サンフアン、ビエケス、ヴァージン・ゴルダ島                                                  |
| LIAT               | アンギラ、セントジョンズ、バセテール、セント・マーチン                                                |
| Seaborne Airlines  | セント・クロイ島、サンフアン-Isla Grande                                                              |
| Vieques Air Link   | ビエケス                                                                                              |
| アメリカン航空     | シャーロット、ダラス/フォートワース、フィラデルフィア、マイアミ、季節:ニューヨーク/JFK、シカゴ/オヘア |
| デルタ航空         | アトランタ、ニューヨーク/JFK、季節:ボストン                                                           |
| ユナイテッド航空   | 季節:シカゴ/オヘア、ヒューストン、ワシントン/ダレス                                                   |
| フロンティア航空   | マイアミ、オーランド                                                                                  |
| スピリット航空     | フォートローダーデール、マイアミ、オーランド                                                          |
| ジェットブルー航空 | ニューアーク、ニューヨーク/JFK                                                                        |
| サンカントリー航空 | ミネアポリス                                                                                          |
| ケープエアー       | セント・クロイ島、サンフアン                                                                          |
| アラスカ航空(AS)   | オーランド(2026年2月5日より運航開始予定)、ボルチモア(2026年2月7日より運航開始予定)                    |

### 貨物便

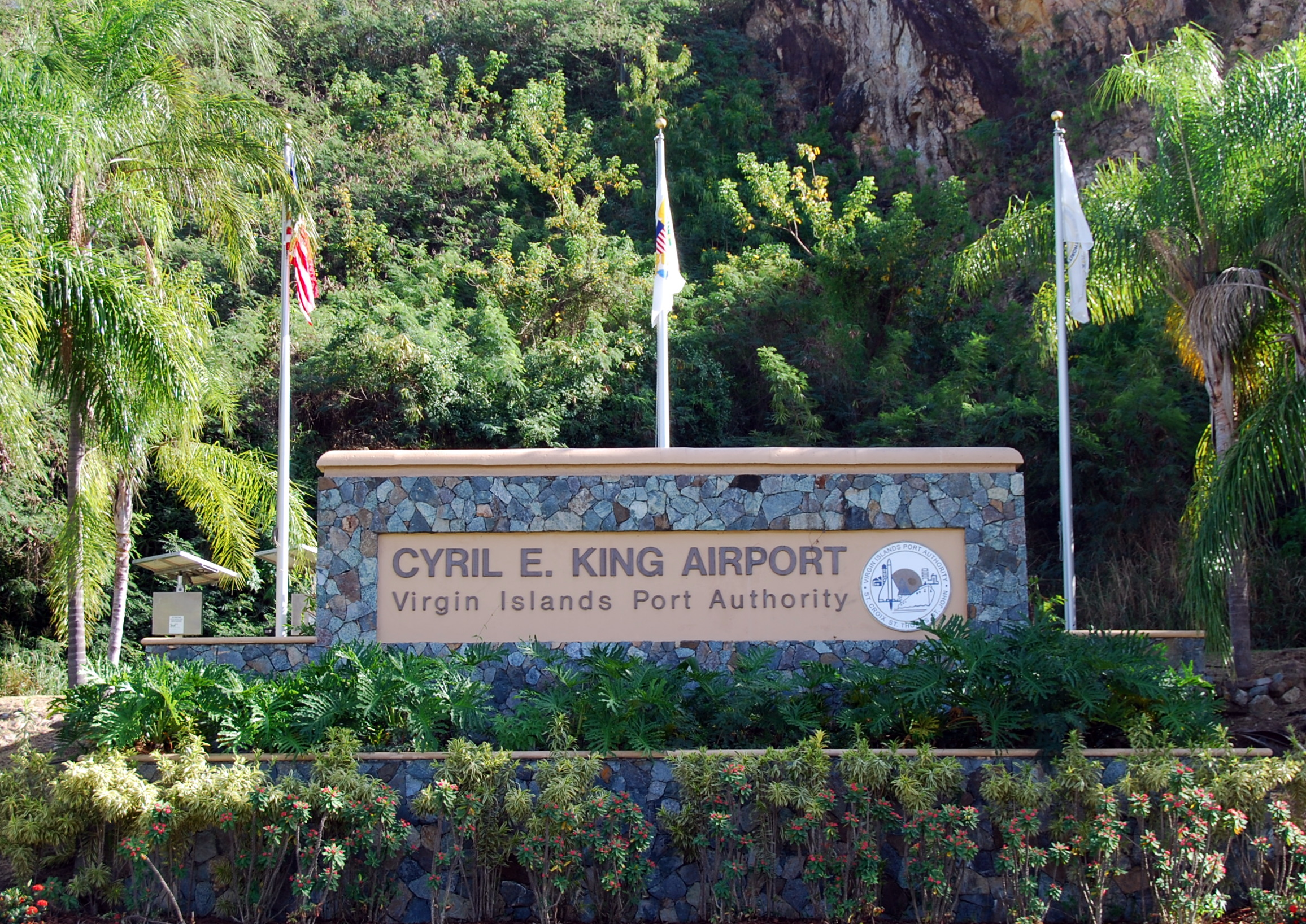
シリル・E・キング空港

- DHLアビエーション（運航はAmeriflight）
- フェデックス・エクスプレス
- Four Star Aviation
- UPS航空（運航はAmeriflight）

## 事件と事故
- 1970年12月28日、Trans Caribbean Airways505便がハードランディングを行い、滑走路を越えてしまった。火災が発生し、その火災の為、乗員乗客48人中2人が死亡。
- 1976年4月27日、アメリカン航空625便がパイロットエラーにより、滑走路をオーバーランし、乗員乗客88人中37人が死亡。